# Kaike
Le kaike (ou magar kaike, tarali kham) est une langue tibéto-birmane parlée au Népal.

## Répartition géographique
Le kaike est parlé par une petite population de 59 locuteurs dans trois villages situés dans le district de Dolpa, rattaché à la zone de Karnali.

## Classification interne
Le chintang est une des langues tamang, un sous-groupe des langues bodiques de la famille tibéto-birmane. 

## Sources
- (en) Ambika Regmi, 2013, Multilingualism, domains of language use and language vitality in Magar Kaike, Nepalese Linguistics 28, p. 162-168.